# BBC News
BBC News — оперативний бізнес-підрозділ Британської телерадіомовної корпорації (Бі-бі-сі), відповідальний за збір та трансляцію новин і поточних подій. Відділ є найбільшою у світі новинною організацією та генерує приблизно 120 годин радіо-і телевізійного контенту кожного дня. Служба підтримує 50 зарубіжних інформаційних бюро та 250 кореспондентів по всьому світу. Джеймс Хардінг є директором відділу новин і поточних подій з квітня 2013 року.
Щорічний бюджет департаменту становить £350 мільйонів; на BBC News працює 3500 співробітників, 2000 з яких — журналісти. Внутрішні, глобальні та онлайнові підрозділи розташовані під одним дахом, у Будинку Бі-бі-сі в центрі Лондона. Бі-бі-сі має регіональні центри по всій Англії, а також національні інформаційні центри у Північній Ірландії, Шотландії та Уельсі. Всі вони виробляють місцеві програми.
Бі-бі-сі це квазі-автономна корпорація, уповноважена Королівською Хартією, що робить її незалежною від уряду, у якого немає повноважень призначати або звільняти генерального директора.

## Історія
Британська Телерадіомовна Компанія (англ. British Broadcasting Company) передала свій перший радіобюлетень з радіостанції 2LO 14 листопада 1922 р. Бажаючи уникнути конкуренції, видавці газет переконали британський уряд заборонити Бі-Бі-Сі транслювати новини до 19:00, і змусити її використовувати копії від агентств замість власних репортажів. Поступово Бі-Бі-Сі отримала право редагувати ці копії, а в 1934 році створила власну службу новин. Однак компанія не могла транслювати новини раніше 18:00 до Другої світової війни.

## BBC News Україна
Україномовний підрозділ міжнародної медіакорпорації BBC спочатку з'явився як україномовне радіо «BBC Україна». Радіо розпочало мовлення 1 червня 1992 року і припинило мовлення 29 квітня 2011 року. З дня заснування і до квітня 2007 року «BBC Україна» мовило на коротких хвилях на більшості території України. Після припинення мовлення на коротких хвилях, радіо стало доступним у форматі аудіо-подкастів на вебсайті bbc.ua а також в ефірному AM/MW мовленні на середніх хвилях як окреме радіо «BBC Україна» в Харківській та Київській областях, та в ефірах різних українських радіостанцій-партнерів, таких як радіо Ера тощо. У січні 2011 року BBC оголосила, що незабаром закриє «BBC Україна», а 29 квітня 2011 року відбувся останній прямий радіоефір україномовної служби радіо BBC.
Після закриття радіо «BBC Україна» залишився лише україномовний сайт новин BBC News Україна (англ. BBC News Ukrainian), що публікує контент у вигляді новинної стрічки сайті bbc.ua та у вигляді телевізійних новин на сайті bbc.ua та Youtube-каналі BBC News Україна, а також у ефірі партнерів телеканалу: спочатку на телеканалі hromadske (у 2018—2020 роках), а після закриття телеканалу hromadske у 2020 році на телеканалі espreso.tv (з 2020 року й донині).
У березні 2012 року сайт bbc.ua також додав російськомовний розділ BBC News Україна (англ. BBC News Ukrainian (in Russian)), однак 24 лютого 2022 року після початку повномасштабної російсько-української війни сайт bbc.ua перестав публікувати російськомовні новини. 4 жовтня 2022 року сайт повністю прибрав російськомовний розділ BBC News Україна.
Із 24 лютого 2022 р. вебсайт BBC News Україна розпочав пряму трансляцію російсько-української повномасштабної війни. Тривалість випуску теленовин було збільшено з 15 до 30 хвилин. Протягом перших двох тижнів війни телевізійна команда також випускала другий щоденний 30-хвилинний випуск та зробила свій внесок у висвітлення новин Бі-Бі-Сі англійською мовою. У перший тиждень російського вторгнення BBC News Україна на сайті та в соціальних мережах охопила рекордні 5,6 млн осіб. Протягом наступних двох місяців тижнева цифрова аудиторія сервісу більше ніж удвічі перевищувала середню аудиторію за попередні роки. Щотижневі перегляди трансляцій на YouTube зросли вдесятеро порівняно з довоєнним періодом.